# Tuła
Tuła (ros. Ту́ла) – miasto w europejskiej części Rosji, nad Upą, w podmoskiewskim zagłębiu węglowym, około 461 tys. mieszkańców (2024).

## Historia
Miasto wzmiankowane pierwszy raz w 1146. Początkowo znajdowało się w Księstwie Riazańskim. W 1503 zostało włączone do Wielkiego Księstwa Moskiewskiego. W latach 1507–1520 wzniesiono kreml w celu obrony przed Tatarami krymskimi. W XVI i XVII wieku było ośrodkiem hutnictwa.
W 1712 z rozkazu Piotra I Wielkiego wybudowano w Tule pierwszą w Rosji fabrykę broni. W 1775 zostało stolicą guberni. W XIX wieku było ośrodkiem jubilerstwa, handlu wyrobami srebrnymi oraz produkcji samowarów. W latach 1918–1920, podczas wojny domowej w Rosji, znajdowała się tam baza zbrojeniowa Armii Czerwonej. Od 1937 jest stolicą obwodu. W czasie II wojny światowej od października do grudnia 1941 trwała obrona Tuły przed wojskami niemieckimi. 7 grudnia 1976 Tuła otrzymała tytuł miasta-bohatera (Город-герой).

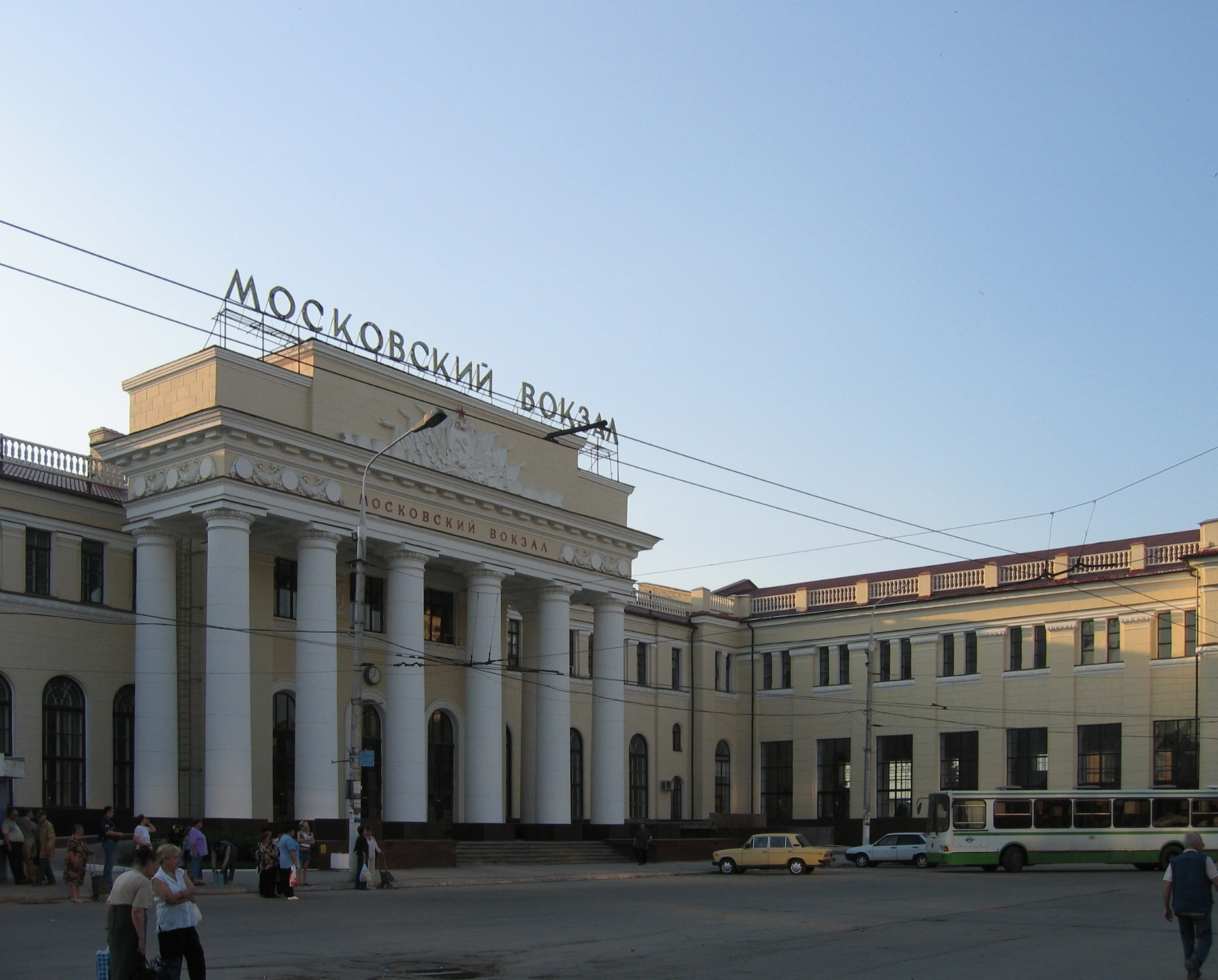
Stacja kolejowa
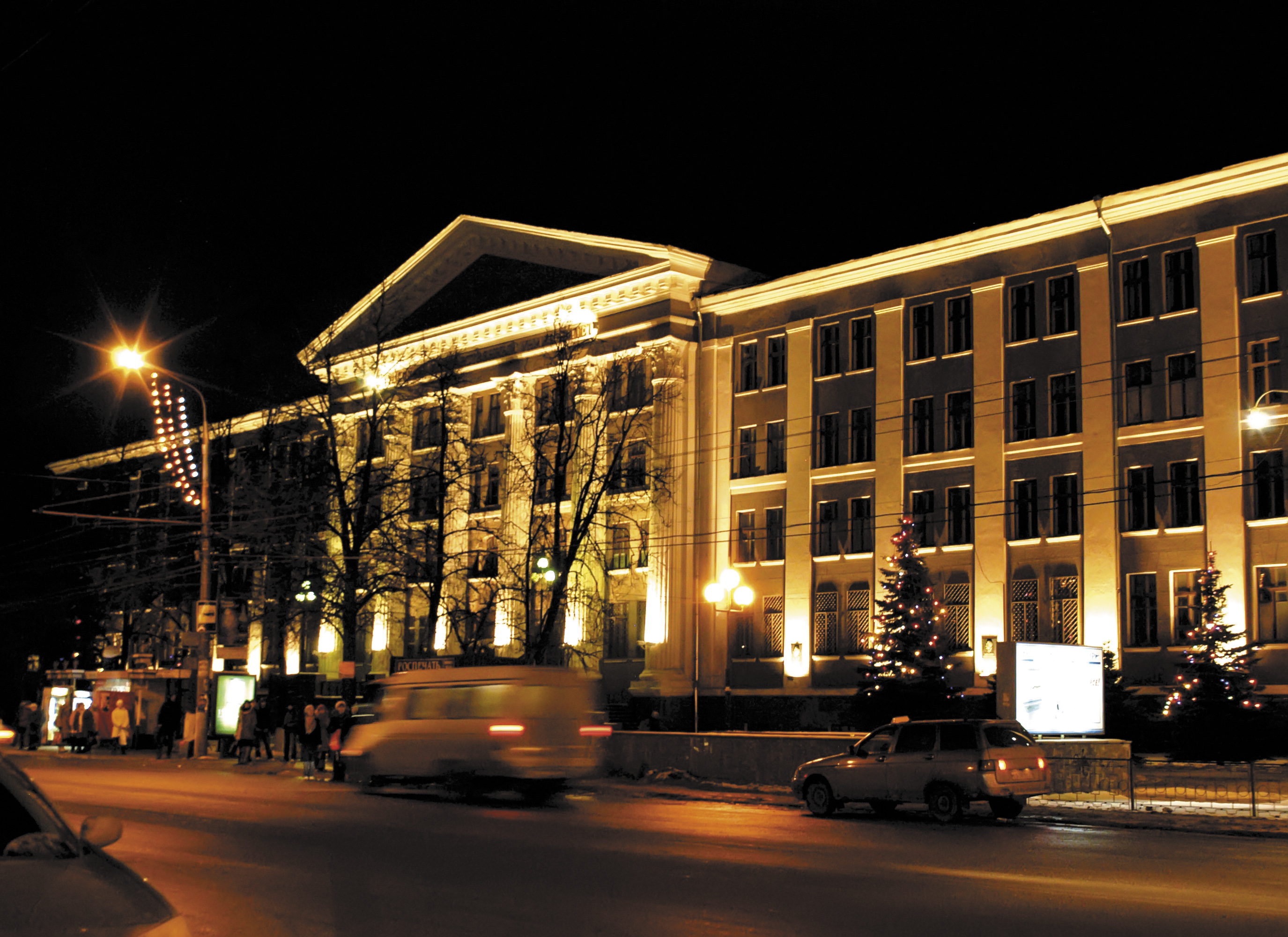
Uniwersytet Tulski
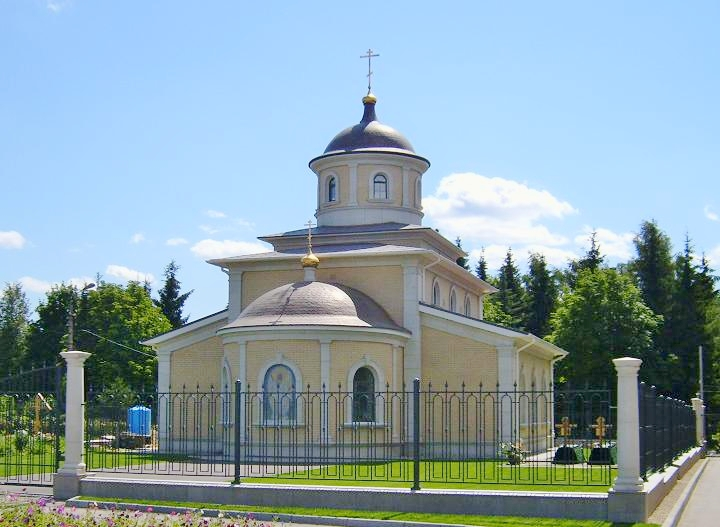
Cerkiew Smoleńskiej Ikony Matki Bożej
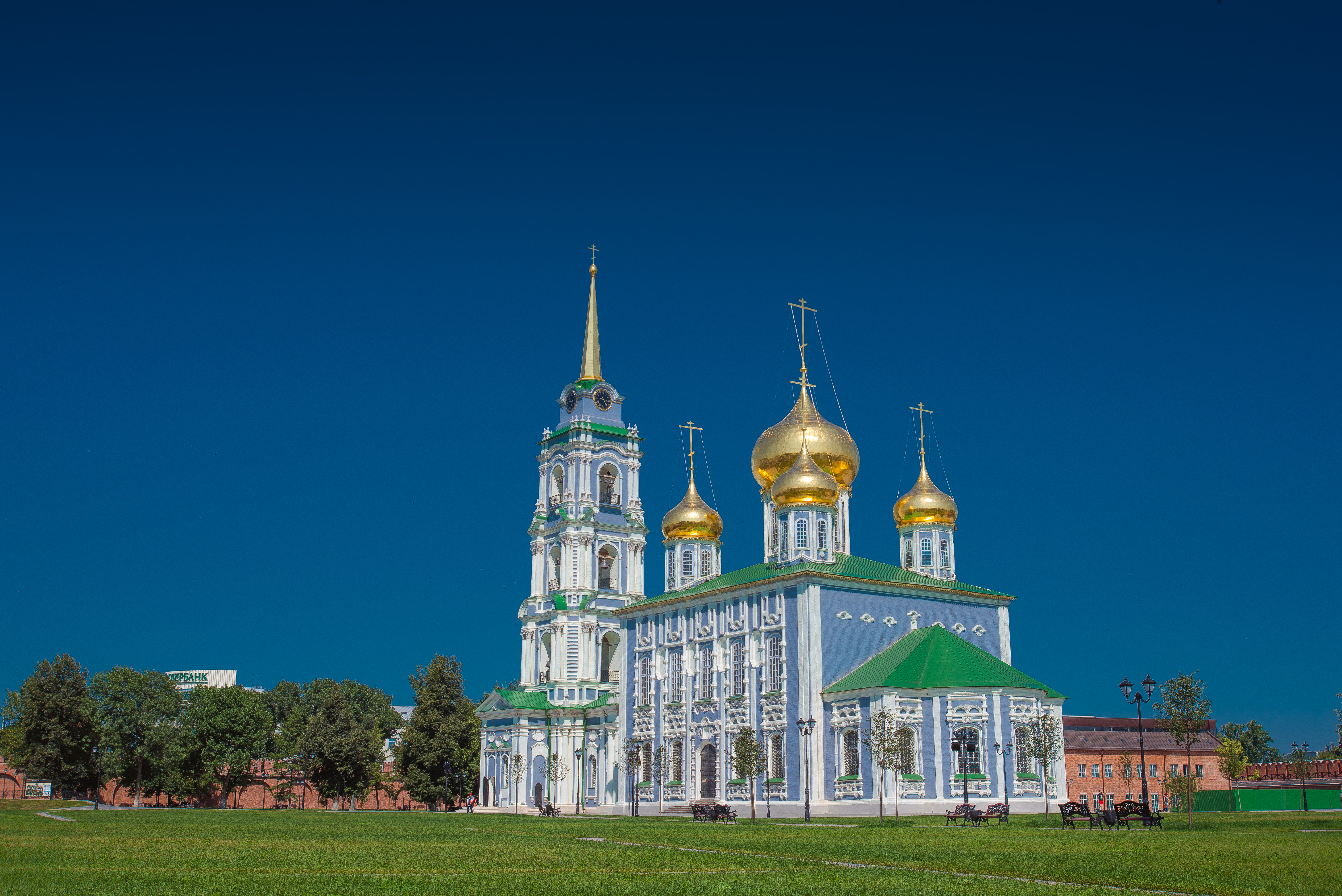
Sobór Zaśnięcia Najświętszej Maryi Panny na terenie kremlu i monasteru o tej samej nazwie
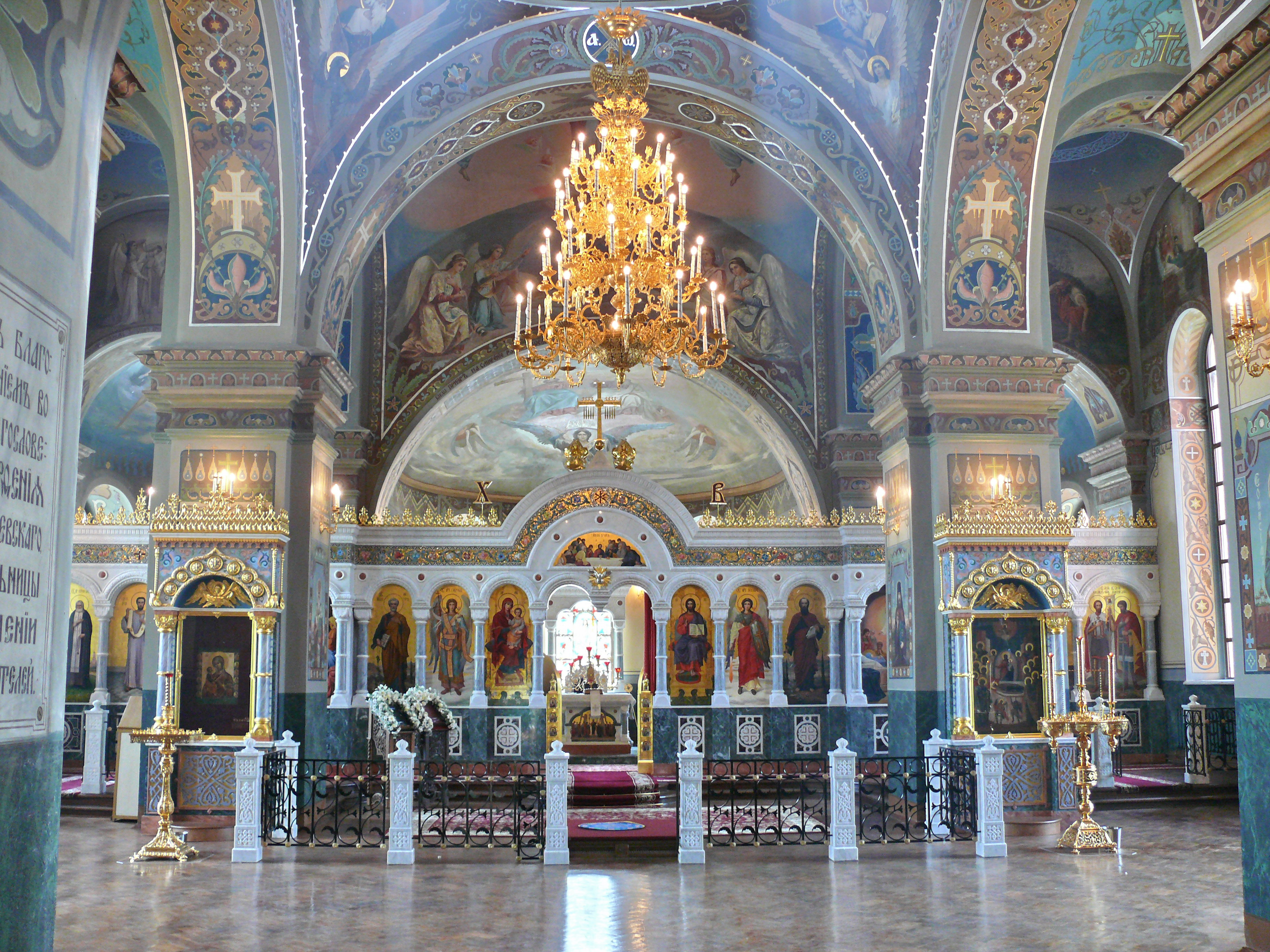
Ikonostas w soborze monasterskim
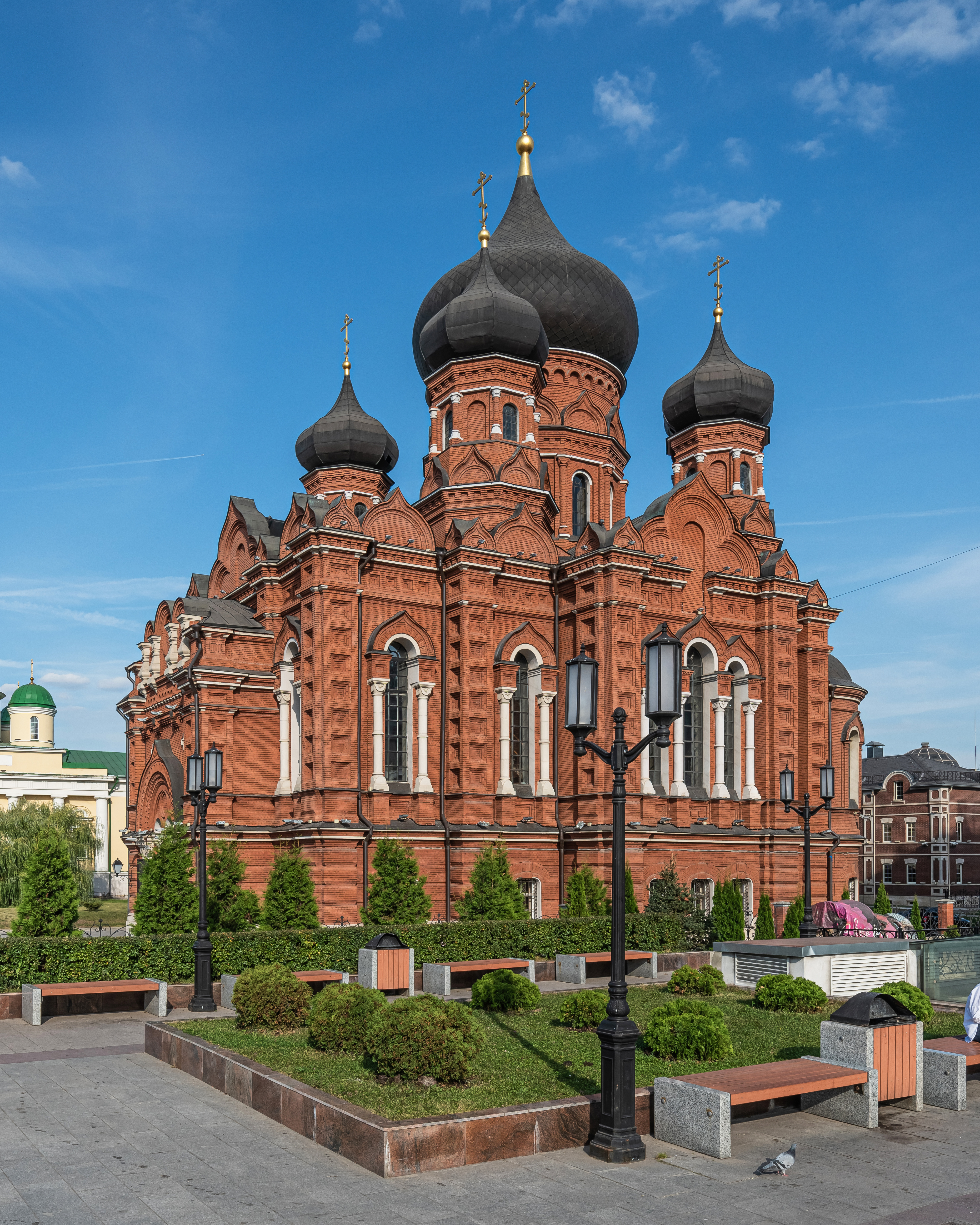
Sobór Katedralny Zaśnięcia Najświętszej Maryi Panny
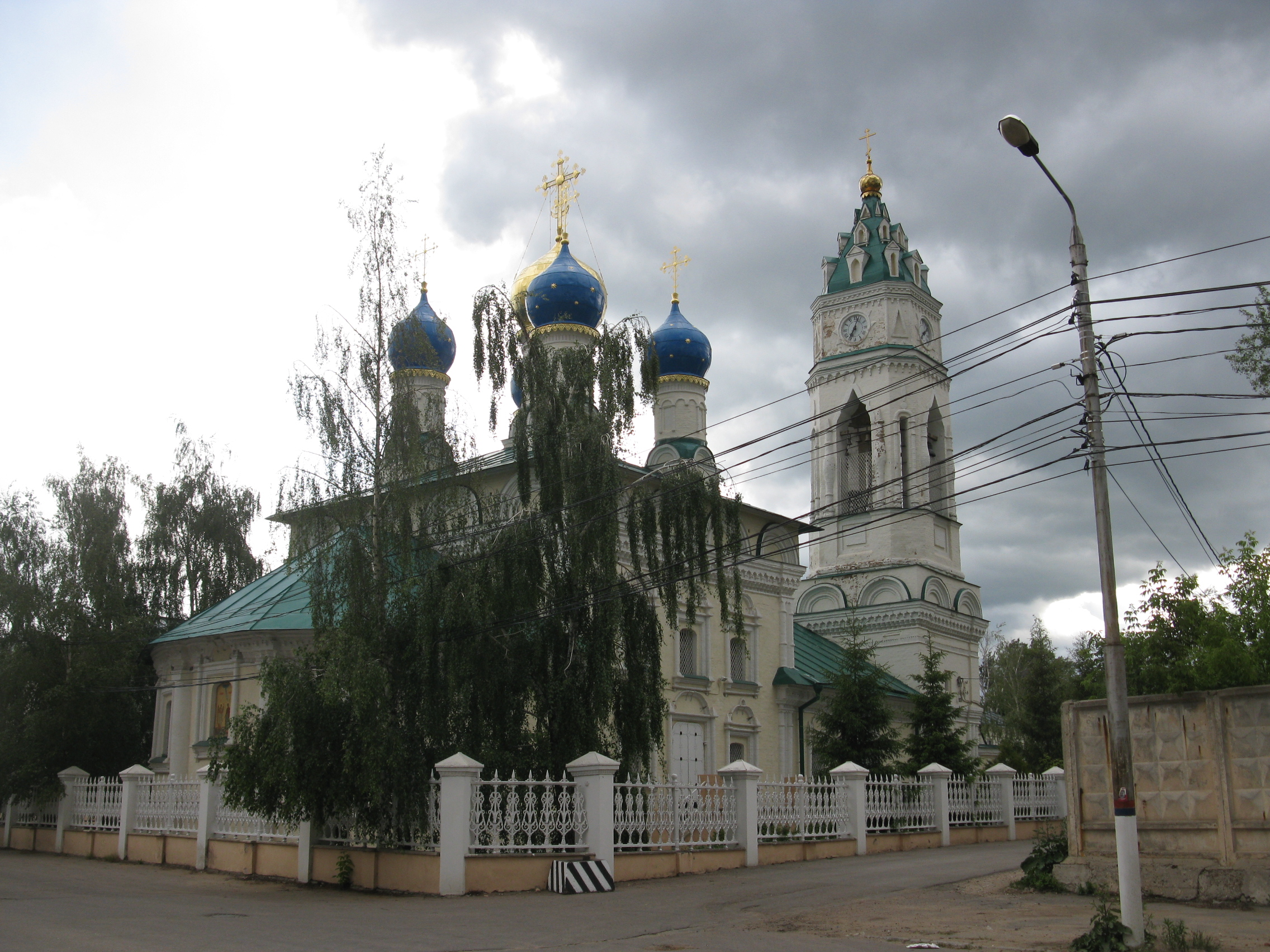
Cerkiew Zwiastowania Najświętszej Maryi Panny
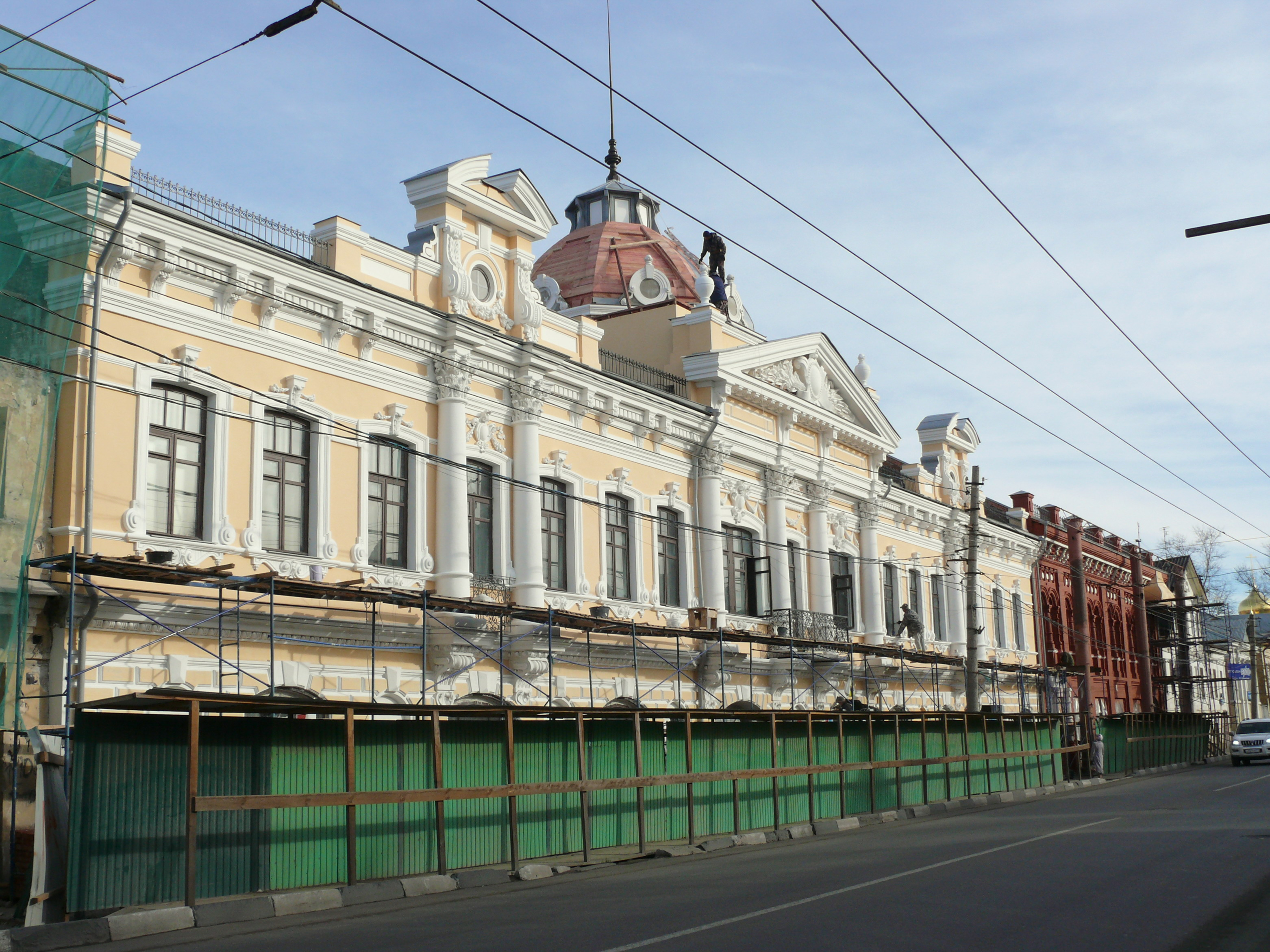
Zabytkowa willa
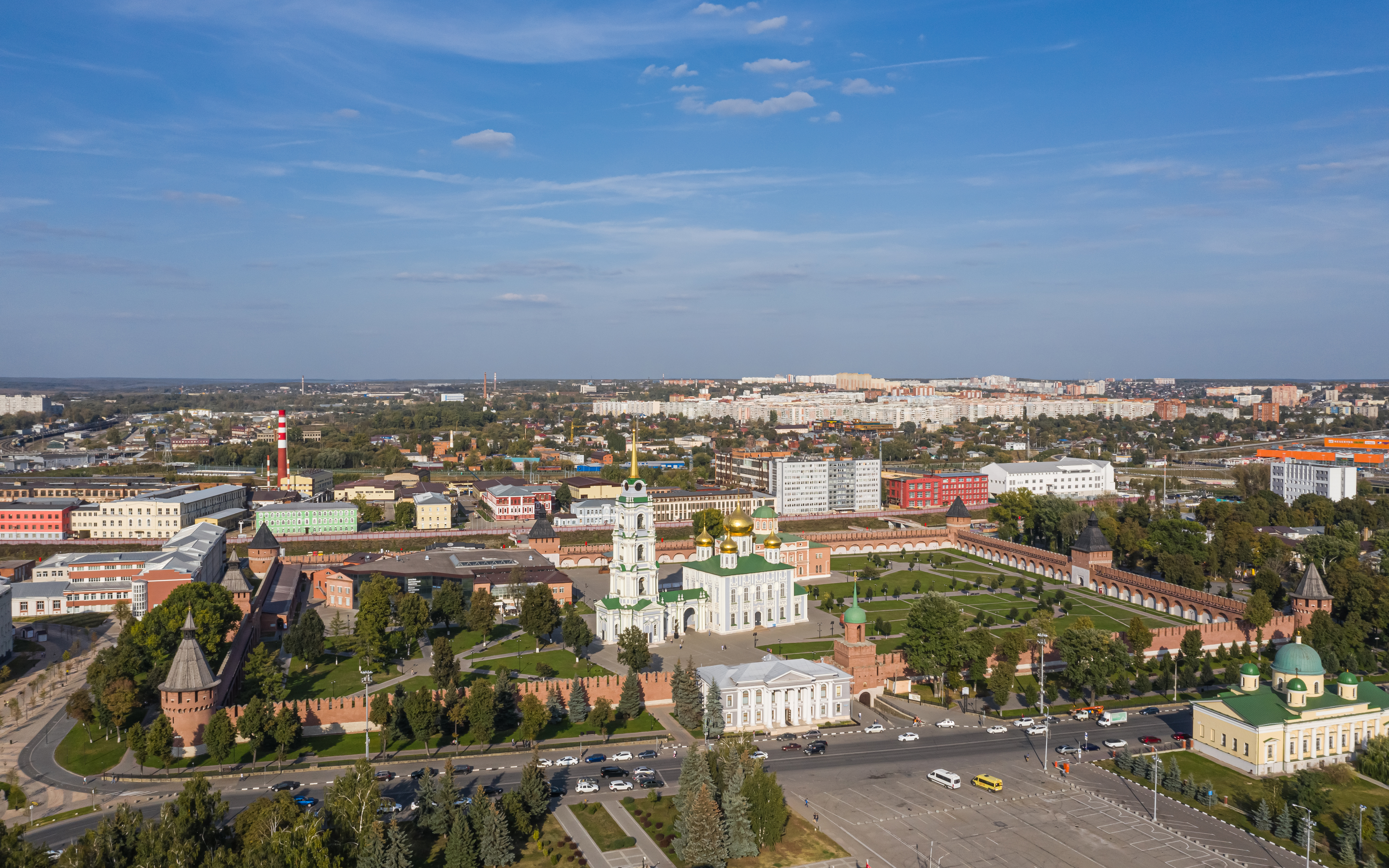
Kreml

Symbolem miasta są także tradycyjne pierniki tulskie.

## Gospodarka

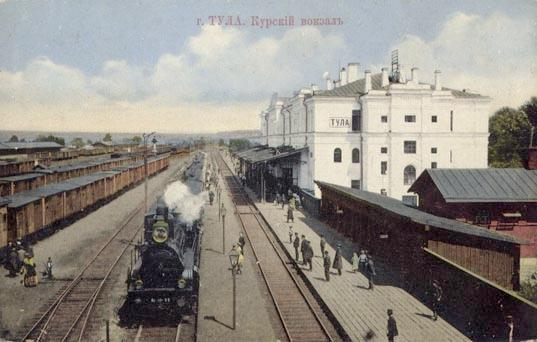
Dworzec w Tule w 1913

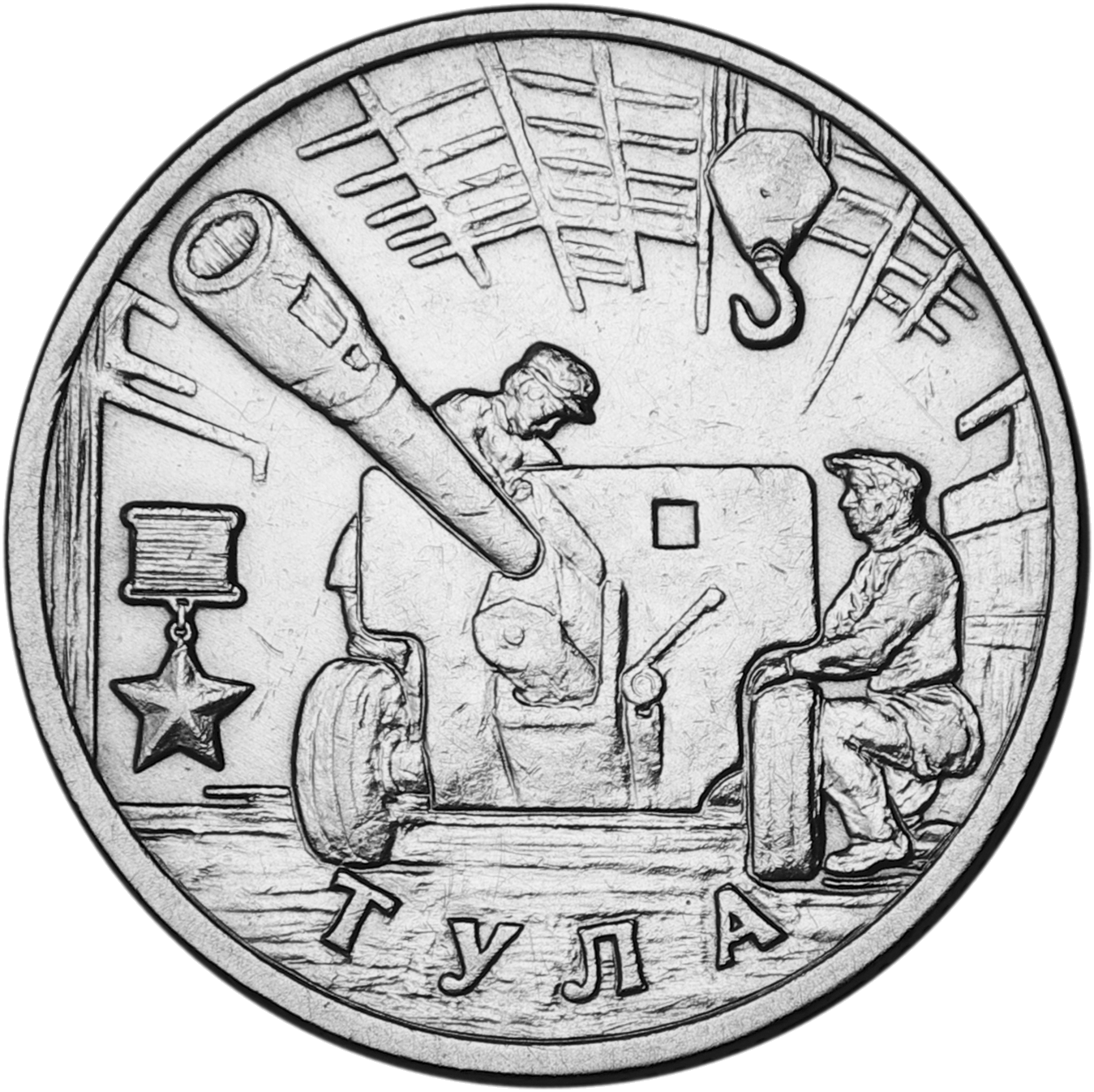
Pamiątkowa 2-rublowa moneta poświęcona obrońcom Tuły

Tuła jest dużym ośrodkiem przemysłu metalurgicznego, zbrojeniowego, obróbki maszyn, elektrotechnicznego i spożywczego. Udział najważniejszych gałęzi przemysłu wynosi: budowa maszyn i obróbka metali – 57,5%, produkcja uzbrojenia – 19%, przemysł spożywczy – 18%.
Do największych przedsiębiorstw zaliczają się:
- OAO Tulskij Orużejnyj Zawod – producent broni myśliwskiej, rakiet przeciwpancernych, granatników i przede wszystkim broni strzeleckiej. W zakładach tych produkowano między innymi karabinki Kałasznikowa i nadal produkuje się jego zmodernizowane wersje.
- OAO Tulskij Maszynostroitielnyj Zawod (TMZ) – producent działek lotniczych i przeciwlotniczych, wcześniej także motocykli.
- OAO Tułacermet – zatrudniający ponad 10000 pracowników kombinat produkujący surówkę wielkopiecową.
- OAO Tulskij Transformatornyj Zawod – producent transformatorów toroidalnych.
- zakłady SPŁAW produkujące BM-30 Smiercz (ros. БМ-30 Смерч, Indeks GRAU 9K58),tj. rosyjski system artylerii rakietowej kalibru 300 mmi, dostosowany także do przenoszenia głowic z bombami kasetowymi (zabronionych przez konwencję genewską).

## Nauka i oświata
W Tule mieści się Tulski Państwowy Uniwersytet Pedagogiczny im. L.N. Tołstoja. Jednym z doktorów honoris causa jest polski naukowiec, dr hab. Andrzej M. Michalski z Uniwersytetu Kazimierza Wielkiego w Bydgoszczy.
W latach 1944–1960 w Tule mieściła się Tulska Suworowska Szkoła Wojskowa.

## Sport
- Arsienał Tuła – klub piłkarski
- Dinamo Tuła – klub piłkarski

## Miasta partnerskie
- Albany, USA
- Kutaisi, Gruzja
- Bańska Bystrzyca, Słowacja
- Mohylew, Białoruś
- Villingen-Schwenningen, Niemcy (współpraca zawieszona od maja 2022[7])
- Wałbrzych, Polska (do 24 marca 2022 r.)